# Sixten Sparre (ingenjör)
Per Sixten Carlsson Sparre, född 17 maj 1870 i Stockholm, död 8 februari 1950, var en svensk friherre samt väg- och vattenbyggnadsingenjör.
Efter studentexamen 1888 utexaminerades Sparre från Kungliga Tekniska högskolan 1893. Han var ingenjör vid Markaryd-Värnamo järnvägsbyggnad 1896 och arbetsledare vid kanalundersökning Vänern-Kattegatt 1897–98. Han blev löjtnant vid Väg- och vattenbyggnadskåren 1899, kapten 1909, major 1918 och överstelöjtnant 1931.
Sparre blev stationsbyggmästare vid svenska flottan 1900, stationsingenjör 1905, chef för byggnadsdepartementet vid flottans station i Stockholm 1916, i Karlskrona 1919, erhöll kommendörkaptens tjänsteställning 1916 och blev marindirektör av 1:a graden i flottans reserv 1930.
Sparre var sakkunnigt biträde åt flottstationskommittén 1916–17, i kommittén för organisation av arméns och marinens flygväsende 1917 samt kronans kontrollant vid anläggningen av torrdockorna i Karlskrona 1900–03 och i Malmö 1908–12.
Sparre var ledamot av stadsfullmäktige i Karlskrona 1903–11 och 1920–36, drätselkammarens ordförande 1920–36, styrelseledamot i AB Jordbrukarbankens avdelningskontor i Karlskrona 1925–36, ordförande i vattenledningsstyrelsen, ledamot av beredningsutskottet, vice ordförande i lasarettsdirektionen för Blekinge läns lasarett i Karlskrona 1928–36, ordförande i Blekinge läns samtliga expropriationsnämnder 1929–36 och i teaterstyrelsen 1930–36. Han var även ledamot av styrelsen för Svenska stadsförbundet, föreståndare och kurator för Stockholms stads arbetsberedningsbyrå 1936–42. Han invaldes som korresponderande ledamot av Örlogsmannasällskapet 1919.